# Lena Zavaroni
Lena Hilda Zavaroni (Rothesay, 4 november 1963 - Cardiff, 1 oktober 1999) was een Britse zangeres, die haar carrière als kinderster begon.

## Jeugd
Lena Zavaroni werd geboren als kind van muzikanten. Haar vader Victor was gitarist en haar moeder zangeres. Lena begon op 2-jarige leeftijd te zingen. Haar grootvader was een Italiaanse immigrant. In 1973 werd ze ontdekt door de Britse muziekproducent Tommy Scott, die in haar geboorteplaats op vakantie was. Hij hoorde haar zingen in de band van haar vader en haar oom.

## Carrière
In 1974 trad ze voor de eerste keer op in een Britse tv-show voor jonge talenten. Na de succesvolle optredens in de show werd haar eerste album Ma, He's Making Eyes at Me uitgebracht. Het album bereikte de 8e plaats in de Britse albumhitlijst. Ze was sindsdien de jongste artieste, die een album in de Britse hitlijst bracht. Optredens in het BBC-programma Top of the Pops volgden. In hetzelfde jaar trad ze op tijdens een liefdadigheidsconcert in Hollywood aan de zijde van Frank Sinatra en Lucille Ball. Daarna volgden optredens in Amerikaanse tv-shows en een optreden in het Witte Huis voor president Gerald Ford. Ze kreeg een platencontract maar hitsuccessen bleven uit.
In Londen bezocht ze de Italia Conti Academy, een traditierijke Britse theaterschool. Van 1979 tot 1982 kreeg ze een eigen tv-show bij de BBC met de titel Lena Zavaroni and Music. Tussen 1974 en 1982 bracht Zavaroni in totaal zeven albums uit, waarvan haar debuutalbum het succesvolste bleef.

## Privéleven, ziekte en overlijden
Al vanaf haar 13e levensjaar leed Lena Zavaroni aan anorexia nervosa. Tijdens haar periode aan de theaterschool verminderde haar lichaamsgewicht naar 25 kg. De ziekte ontwikkelde zich verder tijdens de jaren 1980 en maakte al vroeg een einde aan haar carrière. In 1989 trouwde ze, maar het huwelijk hield slechts 18 maanden stand. In hetzelfde jaar van haar huwelijk overleed haar moeder aan een overdosis kalmeermiddelen. Een huisbrand vernietigde verschillende herinneringsstukken uit haar showcarrière. Na het mislukte huwelijk verhuisde ze naar Hoddesdon om in de buurt van haar vader en diens tweede echtgenote te zijn. Ze leefde teruggetrokken van de bijstand.
Lena leed later bijkomend aan depressies. In het verloop van haar psychische ziekte werd ze behandeld met medicamenten en kreeg ze elektrotherapie. Meerdere behandelingen mislukten op den duur. In september 1999 werd ze opgenomen in het universiteitsziekenhuis van Cardiff, voor een psychochirurgische ingreep. Ze had zelf nadrukkelijk om deze ingreep gevraagd. Drie weken na de operatie overleed ze op 35-jarige leeftijd aan de gevolgen van een longontsteking. Toen ze overleed, woog ze nog maar 32 kg.

## Discografie

### Singles
- 1974: Ma! He's Making Eyes at Me
- 1974: (You've Got) Personality

### Albums
- 1974: Ma! (He's Making Eyes At Me)
- 1974: If My Friends Could See Me Now
- 1975: In South Africa
- 1976: The Collection
- 1977: Presenting
- 1978: Songs Are Such Good Things
- 1979: And Her Music
- 1982: Hold Tight, It's Lena